# Пан Тадеуш (фильм, 1928)
«Пан Таде́уш» (пол. Pan Tadeusz) — чёрно-белый немой художественный фильм режиссёра Рышарда Ордыньского, снятый в 1928 году по одноимённой поэме Адама Мицкевича.
Премьера фильма состоялась 9 ноября 1928 года в Варшаве при участии президента Игнация Мосцицкого и маршала Юзефа Пилсудского.
фильм считался утерянным, лишь в 2006 году бо́льшая часть киноматериала была найдена.

## Сюжет
Находясь в Париже Адам Мицкевич вспоминает родной край.
Любовь, охота, ссоры и быт старосветской шляхты на фоне ожидаемой войны Наполеона с Россией. Ожидая Наполеона как освободителя, поляки поднимают восстание. Фильм повествует о непростых отношениях двух благородных семейств Хорешко, которые горячо одобряют независимость Польши, и Соплица, которые поддерживают Россию.
В родное поместье в Соплицове приезжает Тадеуш Соплица. Он встречает в саду Зосю Хорешкувну, поливающую цветы. Тадеуш узнаёт о тяжбе за право на владение замком между судьёй, его дядей, и графом, наследником владений Хорешков.

## В ролях
- Войцех Брыдзинский — Адам Мицкевич
- Станислав Кнаке-Завадский — судья
- Ян Шиманьский — Ксёндз Робак / Яцек Соплица
- Мариуш Машиньский — граф Хорешко
- Леон Лущевский — Тадеуш Соплица
- Хелена Сулима — Телимена
- Зофья Заёнчковская — Зося Хорешкувна
- Павел Оверлло — подкоморник
- Хелена Гурская — жена подкоморника
- Рена Хрыневичувна — дочь подкоморника
- Мура Дан — дочь подкоморника
- Веслав Гавликовский — Войский
- Мариан Едновский — Гервазий Ребайло
- Юлиан Кшевиньский — Болеста
- Теодор Ролянд — асессор
- Айзык Замберг — Янкель
- Людвик Фрицше — Протазы
- Янина Климкевичова — Войшанка
- Мариан Палевич — Ян Хенрик Домбровский, генерал
- Юзеф Трембицкий — Кароль Князевич
- Болеслав Хорский — майор Плут
- Юзеф Малишевский — капитан Никита Рыков
- Хенрик Жентковский — сержант Гонт
- Юзеф Котарбиньский — дед
- Ванда Майхжицкая
- Александр Богусиньский — ксёндз Плебан
- Антони Беднарчик — Мацей Добржинский Розечка
- Владислав Пытласиньский — Кропидло
- Юзеф Зейдовский — Коневка
- Хенрик Кавальский — Бартек Прусак
- Миколай Левицкий — Бухман
- Ежи Яновский — Бжитевка
- Витольд Вайзе — Шиделко
- Александр Юноша — Сак
- Юзеф Сливицкий — стольник
- Фелиция Пихор-Сливицкая — жена стольника
- Иза Беллина — Эва, дочь стольника
- Ежи Лещиньский — Понятовский
- Густав Бушиньский — Рейтан
- Стефан Ярач — Наполеон Бонапарт
- Кароль Яршевский — Станислав Малаховский
- Станислав Грущиньский — князь Сапега
- Антони Ружаньский — ксёндз Коллонтай
- Игнацы Дыгас — Ксаверы Браницкий
- Витольд Скаржиньский — граф Пониньский
- Ежи Марр — Станислав Щенсный Потоцкий

В 1999 году режиссёром Анджеем Вайдой создана новая версия фильма «Пан Тадеуш».